# Loreto Mauleón
Loreto Mauleón (Burgos, Castella i Lleó, 14 d'agost de 1988) és una actriu espanyola.

## Estudis
Va cursar els seus estudis primaris a la ikastola Zurriola de Sant Sebastià, i durant tota la seva infància va rebre classes de ball i interpretació. Als 18 anys va ingressar a la Universitat del País Basc on va cursar els estudis d'Enginyeria Civil. En els seus últims anys d'estudis s'involucra més en el tema artístic i comença a fer els seus primers passos davant les càmeres mitjançant l'agència de càsting Binahi.

### Carrera artística
El 2 d'octubre de 2009 es va estrenar La máquina de pintar nubes, pel·lícula dirigida per Patxo Tellería i Aitor Mazo, en la que actua com a secundària. La pel·lícula va ser estrenada coincidint amb el Festival de Cinema de Sant Sebastià, i també va ser presentada al Festival de Cinema de Chicago. En tots dos llocs va tenir un gran acolliment per part de la crítica.
El 21 de juny de 2010 Loreto va iniciar el rodatge de Bi anai ("Dos germans"), òpera prima d'Imanol Rayo basada en la novel·la homònima de Bernardo Atxaga. La pel·lícula es va filmar fins al 30 de juliol a localitzacions com Artikutza, Ituren i Lesaka.
Loreto Mauleón va treballar a la sèrie televisiva Goenkale, de l'autonòmica basca ETB, on va estar quatre temporades donant vida a Joana.
Loreto va residir fins 2019 a Madrid degut a la seva incorporació a la sèrie El secreto de Puente Viejo, on dona vida a María Castañeda.

## Treballs i filmografia

### Televisió
| Any         | Títol                      | Personatge                | Cadena    | Capítols     |
| ----------- | -------------------------- | ------------------------- | --------- | ------------ |
| 2008 - 2012 | Goenkale                   | Joana Urkijo Egiguren     | ETB 1     |              |
| 2012 - 2019 | El secreto de Puente Viejo | María Castañeda Ulloa     | Antena 3  | 858 capítols |
| 2015        | Aitaren Etxea              | Irene Egaña Echeverría    | ETB 1     |              |
| 2016        | Lo que escondían sus ojos  | Zita Polo                 | Telecinco | 4 capítulos  |
| 2016        | Olmos y Robles             | Elvira Lasparri           | La 1      | 1 capítulo   |
| 2019        | Los nuestros 2             | Aissa                     | Telecinco | 3 capítols   |
| 2020        | Patria                     | Arantxa Garmendia Uzkudun | HBO       | 8 capítols   |
| 2021        | Besos al aire              |                           | Telecinco | ¿? capítols  |

### Cinema
| Any  | Títol                      | Direcció                    |
| ---- | -------------------------- | --------------------------- |
| 2010 | Bi Anai                    | Imanol Rayo                 |
| 2009 | La máquina de pintar nubes | Patxo Tellería i Aitor Mazo |